# كأس النرويج 2014
كأس النرويج 2014 (بالنرويجية: Norgesmesterskapet i fotball for menn 2014)‏ هو الموسم 109 من  كأس النرويج. أقيم خلال الفترة 12 مارس 2014 وحتى 23 نوفمبر 2014، وأشرف على تنظيمه اتحاد النرويج لكرة القدم، وفاز فيه نادي مولده.